# Illex illecebrosus
A Lula-de-barbatana-curta (Illex illecebrosus) é uma espécie de lula que vive nas águas do Atlântico.